# Marcello Ciolli
Marcello Ciolli (* 26. August 1928 in Figline Valdarno; † 2014) war ein italienischer Radrennfahrer und nationaler Meister im Radsport.

## Sportliche Laufbahn
Ciolli war im Straßenradsport aktiv. 1949 siegte er in der nationalen Meisterschaft im Straßenrennen der Amateure. Als Amateur gewann er 25 Rennen. Nachdem er in der Saison 1949 in einigen Eintagesrennen erfolgreich war, wurde er 1950 Berufsfahrer im Radsportteam Frejus und blieb bis 1955 Radprofi. 1951 siegte er in der Coppa Ciuffenna, insgesamt kam er auf acht Profisiege. Er wurde langjähriger Domestik für Ferdy Kübler. 1951 erhielt er eine Sperre von drei Monaten, weil er Kübler beim Giro di Lombardia sein Rad gegeben hatte.
Den Giro d’Italia fuhr er fünfmal. 1951 wurde er 53., 1952 66., 1953 48. und 1954 57. im Endklassement. 1955 beendete er den Giro nicht. Später arbeitete er in einer leitenden Position in einem Stahlunternehmen.